# Zygophlebius leonina
Zygophlebius leonina là một loài côn trùng trong họ Psychopsidae thuộc bộ Neuroptera. Loài này được Navás miêu tả năm 1910.